# Дженна Страуч
Дженна Страуч (англ. Jenna Strauch; нар. 24 березня 1997, Бендіго, Вікторія, Австралія) — австралійська плавчиня.
Учасниця Олімпійських Ігор 2020 року, де в півфіналах на дистанції 200 метрів брасом посіла 9-те місце і не потрапила до фіналу.